# Niphotragulus longicollis
Niphotragulus longicollis är en skalbaggsart som beskrevs av Stefan von Breuning 1942. Niphotragulus longicollis ingår i släktet Niphotragulus och familjen långhorningar. Inga underarter finns listade i Catalogue of Life.